# HMS Nubian (F36)
La HMS Nubian, terza nave da guerra della Royal Navy britannica a portare questo nome, è stata un cacciatorpediniere classe Tribal. Costruita nei cantieri Vickers di Newcastle, venne varata varata il 21 dicembre 1937, entrò in servizio nell'ottobre 1938, a meno di un anno dallo scoppio della seconda guerra mondiale.

## Servizio
Al momento dell'ingresso in servizio, dopo le prove in mare, venne assegnata alla Mediterranean Fleet con base a Gibilterra, dove giunse il 29 gennaio 1939. Allo scoppio della guerra venne trasferita ad Alessandria d'Egitto con il resto della flottiglia.
La nave svolse un esteso servizio nel Mediterraneo, partecipando alla battaglia di Punta Stilo e a quella di Capo Matapan, nella 14th Destroyer Flotilla; a Matapan era con il cacciatorpediniere Jervis che diede il colpo di grazia con un siluro all'incrociatore italiano Pola immobilizzato da un siluro lanciato da uno Swordfish della Fleet Air Arm.